# Velika (Derventa, BiH)
Velika je naseljeno mjesto u sastavu Grada Dervente, Republika Srpska, BiH. 

## Stanovništvo
| Velika             |              |
| Godina popisa      | 1991.        |
| Srbi               | 1 (0,46%)    |
| Hrvati             | 1 (0,46%)    |
| Jugoslaveni        | 4 (1,88%)    |
| Muslimani          | 207 (97,18%) |
| ostali i nepoznato | 3 (1,25%)    |
| ukupno             | 213          |